# Ngale (Paron)
Ngale is een bestuurslaag in het regentschap Ngawi van de provincie Oost-Java, Indonesië. Ngale telt 6667 inwoners (volkstelling 2010).